# Aloe gillilandii
Aloe gillilandii é uma espécie de liliopsida do gênero Aloe, pertencente à família Asphodelaceae.